# マディソン (ミシシッピ州)
マディソン（英: Madison）は、アメリカ合衆国ミシシッピ州の中央部、マディソン郡の都市である。2010年国勢調査での人口は24,841 人だった。州都ジャクソンに近く、その大都市圏に属している。州内では住民の収入が最も高い都市である。AreaVibes.comに拠れば、州内で2番目に住みやすい都市と評価されている。

## 歴史
マディソン市は、第4代アメリカ合衆国大統領ジェームズ・マディソンにちなんで名付けられた。南北戦争前のミシシッピ州で成長した鉄道に沿って発展した。1856年、イリノイ・セントラル鉄道がマディソン・ステーションを開設したのがマディソン市の始まりとなった。
近くにあったマディソンビルの町はナチェズ・トレースに沿った駅馬車道に設立された開拓地だった。1828年にはマディソン郡の初代郡庁所在地となった。レーストラックが1つ、銀行2軒、荷車工場1つ、さらに少なくとも1つのホテルがあった。そこの住民は次第に新しい鉄道駅の町に移り、古いマディソンビルは消滅していった。
アメリカ合衆国南部の多くの鉄道町と同様に、マディソン・ステーションは南北戦争の間に北軍により大きな損傷を与えられた。1863年7月18日から22日、ジャクソン包囲戦が行われた後で、マディソン・ステーションは酷く破壊された。マディソン郡内では戦闘が起こらなかったが、1864年2月の間、南軍スティーブン・D・リー少将がその部隊をマディソン・ステーションに集結させた。リーは後にミシシッピ州立カレッジ（現ミシシッピ州立大学）の初代学長に指名された。
南北戦争後も鉄道は成長要因であり続けた。1897年、マディソン土地会社が北部人に「南部に行って、国と共に成長しよう」と呼びかけた。この会社はシカゴを本拠にし、その開発意欲がマディソンを村として法人化させることになったが、「土地ブーム」が失敗したために、定期選挙が行われず、村の認証が後に失われた。
マディソン土地会社は上等の土地を1エーカー僅か3ドルで販売した。ミシシッピ州の負債は州民1人当たり19ドルと国内でも最少であり、ニューヨーク州やマサチューセッツ州の州民よりも「公式の数字」によって3分の1だけ健康であると宣言された。この数字はマディソン土地会社のカタログの中で、第2エピスコパル教会ミシシッピ教区司祭のヒュー・ミラー・トンプソンが挙げていた。トンプソンはウィスコンシン州から移って来たマディソンの住人だった。
マディソン市は長年裁判所で争った後の2000年代に、他の領域を併合してその領域を拡大した。

## 地理
アメリカ合衆国国勢調査局に拠れば、市域全面積は13.7平方マイル (35 km2)であり、このうち陸地13.5平方マイル (35 km2)、水域は0.2平方マイル (0.52 km2)で水域率は1.61%である。

## 人口動態

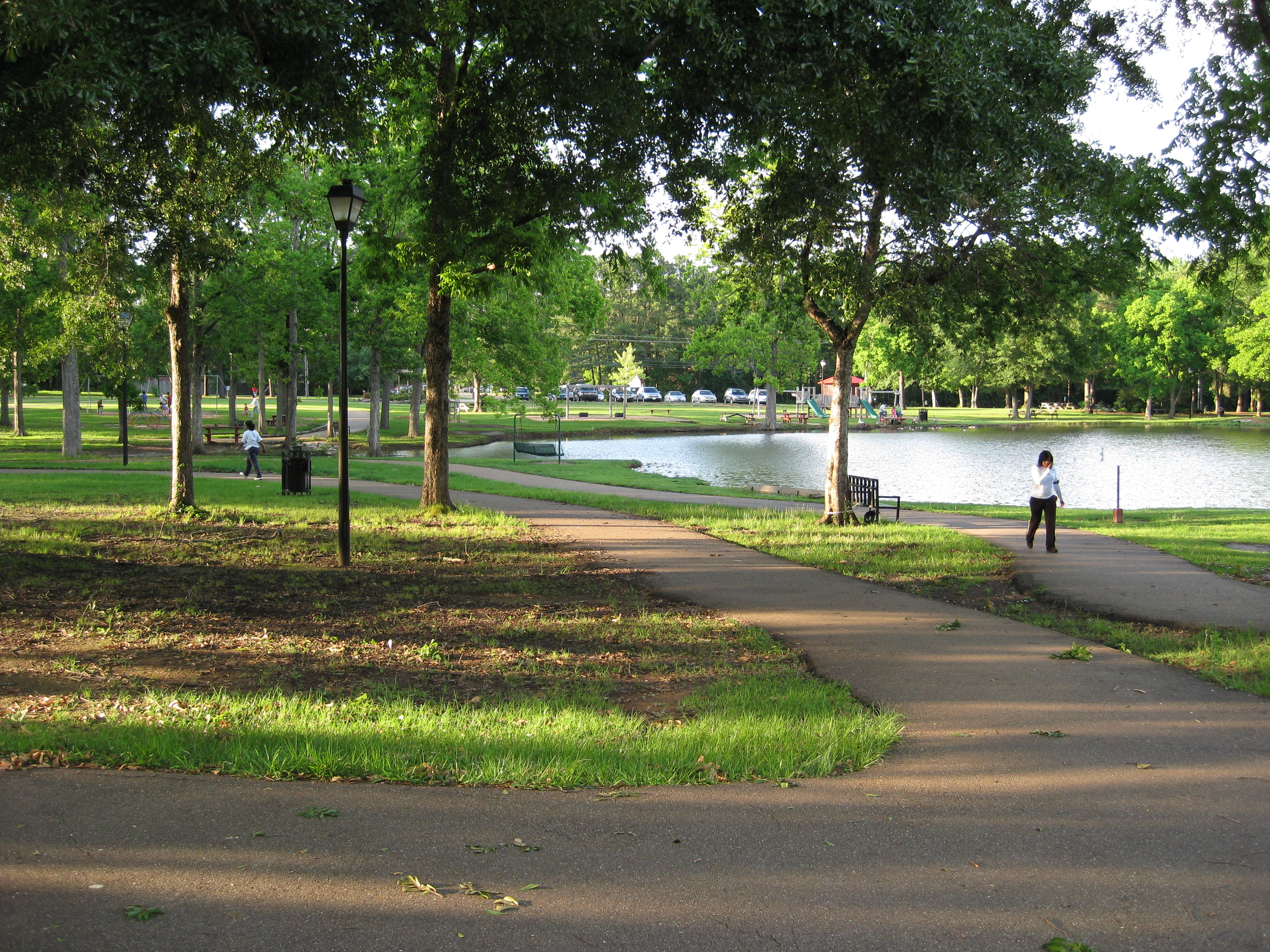
ストロベリー・パッチ公園

以下は2000年の国勢調査による人口統計データである。
| 基礎データ - 人口: 14,692 人 - 世帯数: 5,189 世帯 - 家族数: 4,249 家族 - 人口密度: 420.8人/km2（1,090.0 人/mi2） - 住居数: 5,316 軒 - 住居密度: 152.3軒/km2（394.4 軒/mi2） 人種別人口構成（ ）内は2010年 - 白人: 93.23% - アフリカン・アメリカン: 4.89% - ネイティブ・アメリカン: 0.07% - アジア人: 1.20% - 太平洋諸島系: 0.03% - その他の人種: 0.18% - 混血: 0.40% - ヒスパニック・ラテン系: 0.69% | 年齢別人口構成 - 18歳未満: 31.2% - 18-24歳: 4.1% - 25-44歳: 35.1% - 45-64歳: 21.1% - 65歳以上: 8.5% - 年齢の中央値: 36歳 - 性比（女性100人あたり男性の人口） - 総人口: 93.3 - 18歳以上: 88.9 世帯と家族（対世帯数） - 18歳未満の子供がいる: 48.5% - 結婚・同居している夫婦: 73.0% - 未婚・離婚・死別女性が世帯主: 7.4% - 非家族世帯: 18.1% - 単身世帯: 16.3% - 65歳以上の老人1人暮らし: 5.0% - 平均構成人数 - 世帯: 2.81人 - 家族: 3.17人 | 収入と家計 - 収入の中央値 - 世帯: 71,266米ドル（2008年推計では105,485 ドル） - 家族: 77,202米ドル - 性別 - 男性: 54,358米ドル - 女性: 34,081米ドル - 人口1人あたり収入: 29,082米ドル - 貧困線以下 - 対人口: 2.5% - 対家族数: 2.1% - 18歳未満: 3.5% - 65歳以上: 1.4% |

## レクリエーションと公園
- ストロベリー・パッチ公園
- リバティ公園

## 教育
マディソン市の公共教育はマディソン郡教育学区が管轄している。生徒と教師の比は19対1である。
マディソン・リッジランド・アカデミーはAAA評価の私立高校であり、MAISのメンバーである。セントジョセフ・カトリック学校はマディソン市内にある教区学校であり、ジャクソン地域から生徒を受け入れている。
2010年、チューレーン大学がその継続学習学校の衛星キャンパスを開設した。このキャンパスは、元マディソン・ステーション小学校（マディソン・リッジランド高校）のキャンパスの改修されたウィングに入っている。ジャクソン州立大学も市内に衛星キャンパスを置いている。

## 交通
最寄りの飛行場はブルース・キャンベル飛行場である。

## 見どころ
- シモンズ樹木園
- スウェーデン＝アメリカン商工会議所アメリカ合衆国南中部（1997年設立）
- チャペル・オブ・クロス、近くのマンスデールにある。アメリカ合衆国国家歴史登録財に指定

## 姉妹都市
- スウェーデン、ソレフテオ

マディソン市の役人が1995年にスウェーデンのソレフテオ市と姉妹都市関係を結ぶ可能性を探った。マディソン郡の経済開発の代表がソレフテオを本拠にする林業会社のハグロフ Inc. に執行役員と会談した。ハグロフ社はマディソン市に工場を開設するための調査を行っていた。彼らはマディソン市内のスウェーデン系住民について知ることに興味を持った。マディソン地域では、リンドクイストのようなスウェーデン系の名前が普通にあった。
話し合いが始まり、1997年1月、2市間のテレビ会議で、ミーティングが行われた。その5か月後、30人以上のソレフテオ代表団がマディソン市に到着し、市内を見学し、姉妹都市協定を批准した。この訪問時に、ハグロフ Inc. が市内に新しい事務所を開設し、スウェーデンのミニ・テューブ社もマディソンに新しい施設を置く計画を公表した。
1997年5月、マディソンの代表団34人が5日間の旅程でソレフテオに飛んだ。彼らはソレフテオの経済開発策、文化施設、教育における革新、観光客や企業を地域に惹きつける能力について学んだ。代表団はハグロフ Inc.の施設、エネルギー工場、通信会社など工業地帯を回った。また林業学校や環境センターも見学した。
1997年、この交易関係の結果として、スウェーデン＝アメリカン商工会議所アメリカ合衆国南中部が設立された。管轄範囲としてミシシッピ州、アラバマ州、アーカンソー州、ルイジアナ州、テネシー州が入っている。